# Isabelle de Charrière

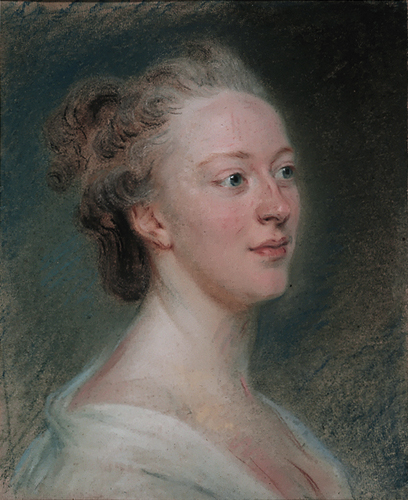
Isabelle de Charrière bởi Maurice-Quentin de La Tour 1766, Musée d'Art et d'Histoire (Geneva).

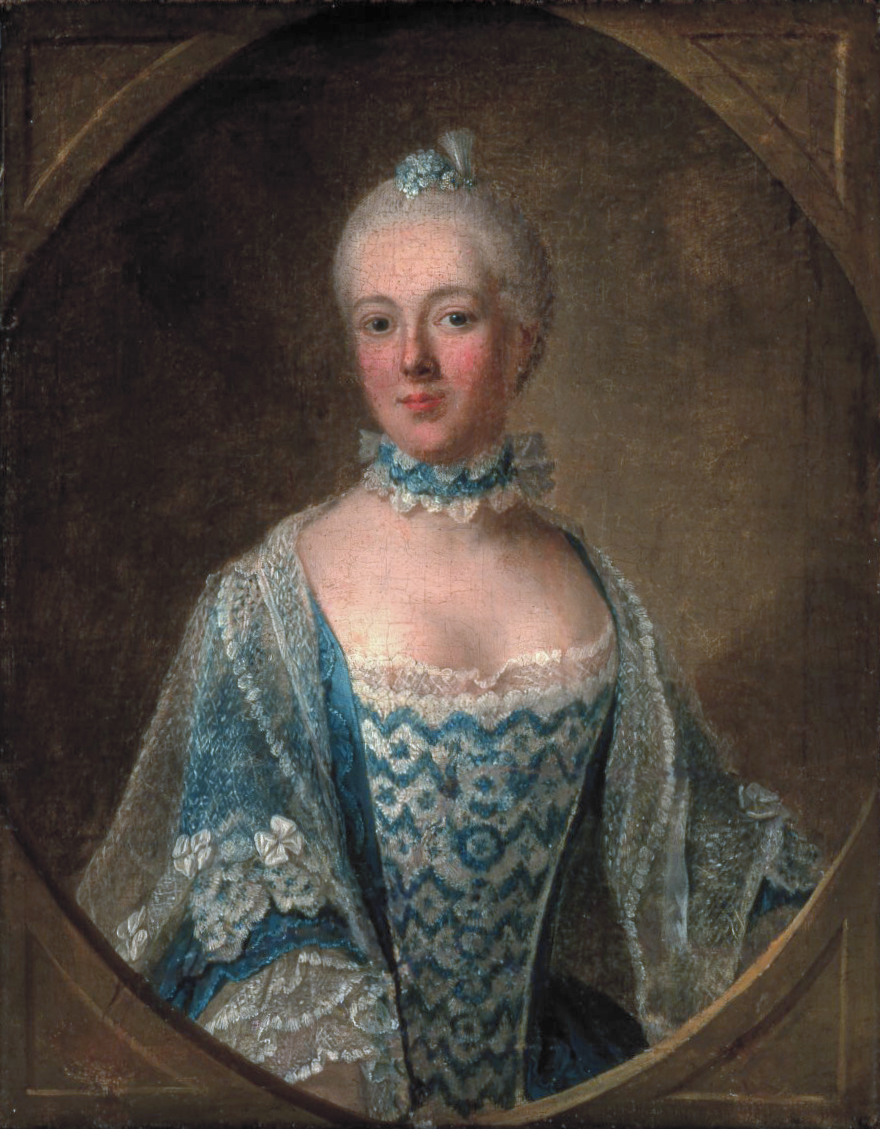
Belle de Zuylen bởi Guillaume de Spinny 1759 Zuylen Castle

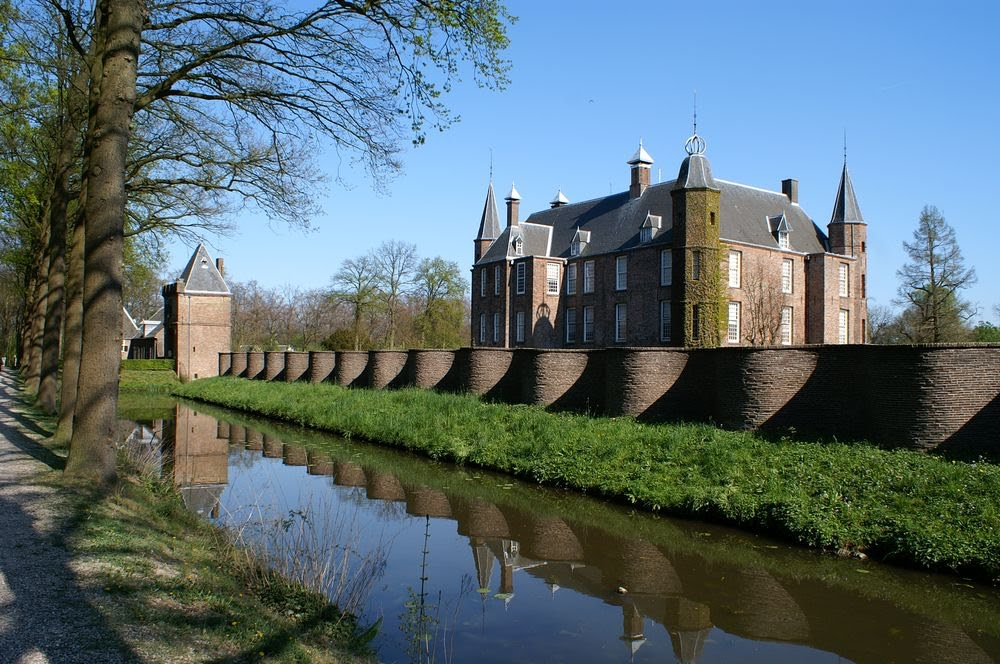
Zuylen Castle với Crinkle crankle wall.

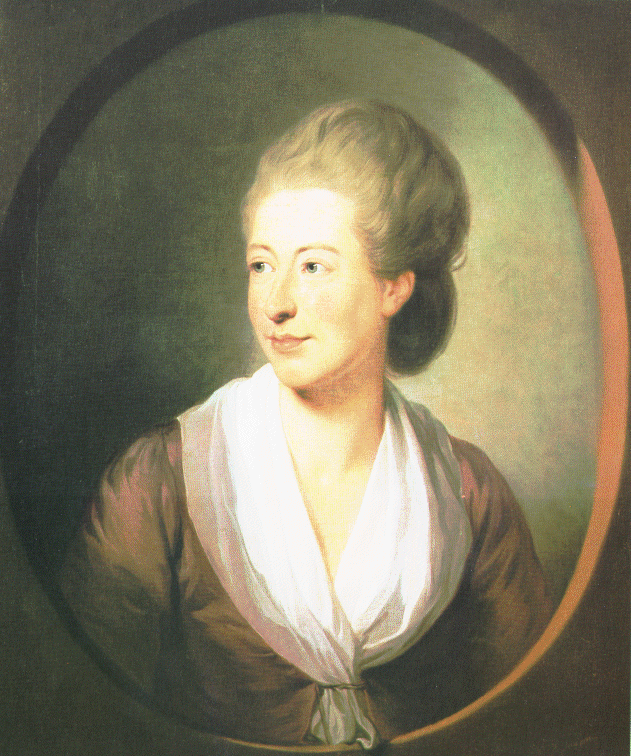
Isabelle de Charrière bởi Jens Juel (họa sĩ) (1777) Musée d'Art et d'Histoire (Neuchâtel).

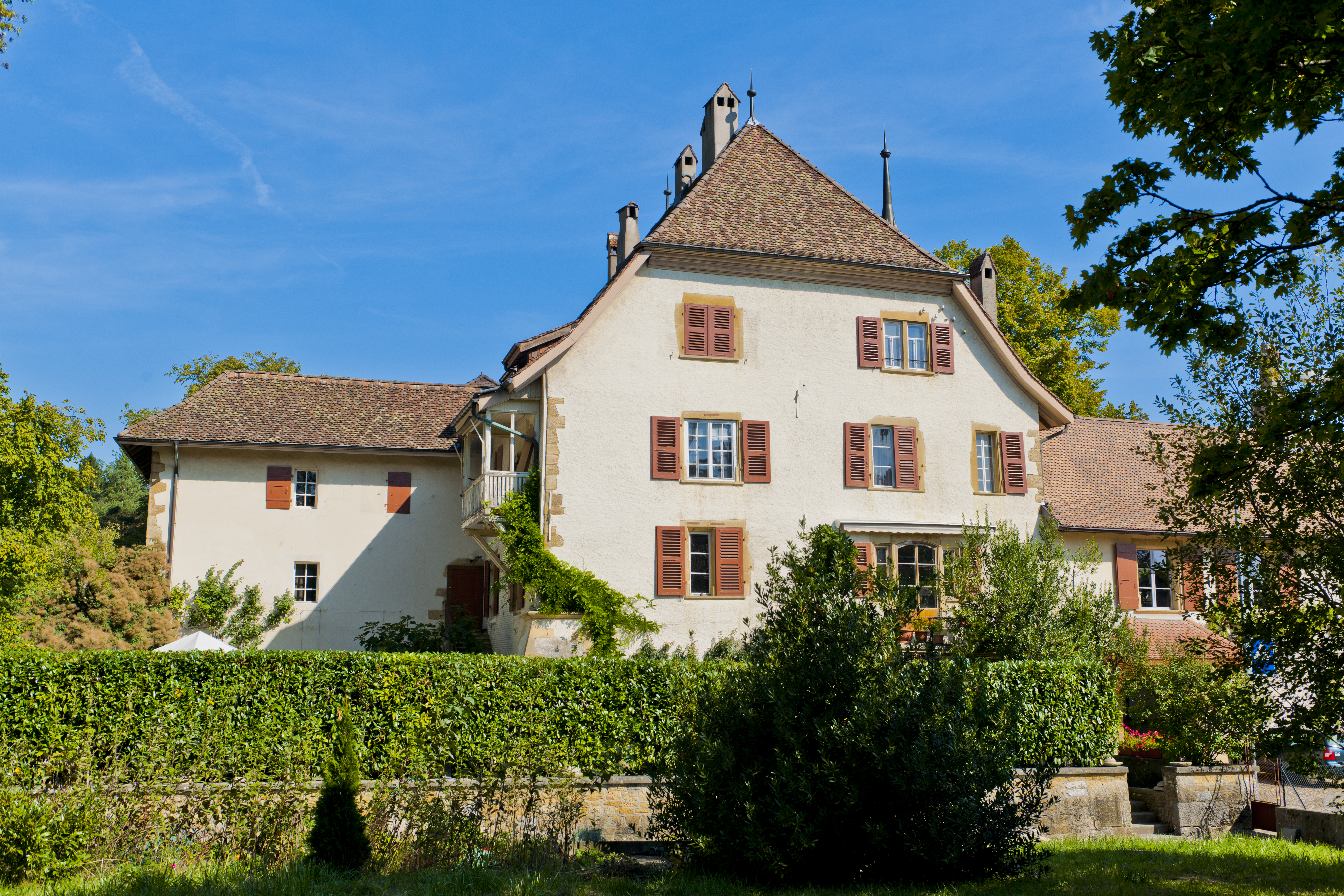
Le Pontet Colombier, Neuchâtel, Thụy Sĩ.

Isabelle de Charrière (20 tháng 10 năm 1740 – 27 tháng 12 năm 1805), biết với tên Belle van Zuylen ở Hà Lan, née Isabella Agneta Elisabeth van Tuyll van Serooskerken, và [Madame] Isabelle de Charrière ở các nơi khác, là một nhà văn Thụy Sĩ và Đan Mạch ở thời kỳ Khai sáng, đã sống nửa sau của cuộc đời ở Colombier, Neuchâtel.
Bà nổi tiếng với các tác phẩm tiểu thuyết và bức thư, mặc dù cũng viết một vài bài luận ngắn (pamphlet), sáng tác nhạc và kịch. Charrière rất quan tâm đến xã hội và chính trị ở thời đại của mình, và công việc của bà trong khoảng thời gian Cách mạng Pháp được đặc biệt quan tâm. Tên của bà được đặt tên cho tiểu hành tinh vành đai chính 9604 Bellevanzuylen.